# ジュディー・ホルデナー
ジュディ・ホルデナー（Judy Holdener、1965年 - ）は、アメリカの女性数学者。ケント州立大学を卒業後、イリノイ大学で修士号と博士号を取得した。1997年よりケニオン大学の准教授。
彼女は学部生時代には芸術家志望で、概念を視覚化する能力はそこで培われたと述べている。専門は代数学および数論。奇数の完全数がもし存在したならば 12k + 1 または 36k + 9 の形でなければならない、というジャック・トゥシャールの定理の初等的な証明を発表した。